# منتخب غواتيمالا لكرة القاعدة
منتخب غواتيمالا لكرة القاعدة هو ممثل غواتيمالا الرسمي في المنافسات الدولية في كرة القاعدة
.